# Barrancas (ort i Colombia, La Guajira, lat 10,96, long -72,79)
Barrancas är en ort i Colombia.   Den ligger i departementet La Guajira, i den norra delen av landet, 700 km norr om huvudstaden Bogotá. Barrancas ligger 150 meter över havet och antalet invånare är 17 350.
Terrängen runt Barrancas är kuperad norrut, men söderut är den platt. Runt Barrancas är det ganska glesbefolkat, med 50 invånare per kvadratkilometer. Närmaste större samhälle är Fonseca, 10,4 km sydväst om Barrancas. Omgivningarna runt Barrancas är en mosaik av jordbruksmark och naturlig växtlighet.